# De beloning
De beloning is een hoorspel van Başar Sabuncu. Die Belohnung werd in 1975 door de Westdeutscher Rundfunk uitgezonden. De NCRV zond het uit op maandag 24 maart 1980. De vertaling en regie was van Ab van Eyk. Het hoorspel duurde 42 minuten.

## Rolbezetting
- Jan Wegter (Sabri, nachtportier van de fabriek)
- Mart Gevers (Sabiha, zijn vrouw)
- Anke van ’t Hooft (Saadet, zijn dochter)
- Dries Krijn (grootvader, vader van Sabri)
- Manfred van Eyk (Yilmaz, Sabri’s zoon)
- Peter Aryans (Tahsin, fabriekseigenaar)
- Lies de Wind (Nezahat, zijn vrouw)

## Inhoud
Een milieustuk uit Turkije, beter gezegd: uit de achterbuurten van Ankara. In de “gecekondu”, de armzalige, gauw ineengeflanste hut van de nachtwaker Sabri heerst grote opwinding, voor een feestmaal worden de laatste spaarcenten geofferd, kleden en borden geleend. Sabri’s patroon wordt verwacht. Hij, een fabriekseigenaar, en diens vrouw hebben zichzelf uitgenodigd om te komen eten. Met pijnlijk beschermheerschap en gekunsteld enthousiasme, als waren ze bij rijke vrienden, bezichtigen ze de hut. Bij het eten denken ze zich eenvoudig te gedragen, maar ze gedragen zich grof - als waren ze toeristen bij de eigen, eenvoudige landgenoten. Sabri heeft een dief gepakt en hoopt op een salarisverhoging. De fabriekseigenaar heeft hem een zilveren schaal meegebracht met de inscriptie "aan Sabri, de held". Maar dat is nog niet de eigenlijke beloning...